# Vacusus vicinus
Vacusus vicinus är en skalbaggsart som först beskrevs av Laferté-sénectère 1849.  Vacusus vicinus ingår i släktet Vacusus och familjen kvickbaggar. Inga underarter finns listade i Catalogue of Life.